# Consumer Reports
Consumer Reports (litt. « Compte-rendus de consommateur ») est une association de consommateurs américaine fondée en 1936 et le nom du magazine mensuel publié par cette association.
Le magazine publie des critiques ainsi que des comparaisons de produits et services de grande consommation, à partir de tests effectués en laboratoire. Il compte environ 4 millions d'abonnés et dispose d'un budget annuel pour ses tests de 21 millions de dollars américains.
L'édition annuelle de Consumer Reports d'avril est l'édition la plus vendue chaque année et est considérée comme étant influente sur l'achat de millions de voitures aux États-Unis. 
L'équivalent de Consumer Reports en France est Que choisir. Pour le Canada et plus particulièrement le Québec, c'est Protégez-vous.
Son site web a été lancé en 1997 et a franchi la barre des deux millions d'abonnés en août 2005.